# Hans Nolte (Politiker)
Hans Nolte (* 16. August 1929 in Breitenbach; † 19. April 1990) war ein deutscher Politiker (CDU) und Abgeordneter des Hessischen Landtags.

## Ausbildung und Beruf
Nolte studierte nach dem Abitur in Fulda an der Ingenieurschule in Krefeld und schloss das Studium 1954 als Textilingenieur ab.

## Politik
Nolte war Mitglied der CDU und war dort in vielen Vorstandsämtern aktiv. Unter anderem war er von 1968 bis 1982 Kreisvorsitzender der Union im Landkreis Fulda. Von 1968 bis 1985 war er Kreistagsabgeordneter und führte die CDU-Fraktion von 1968 bis 1974. In der Verbandskammer der regionalen Planungsgemeinschaft Osthessen führte er von 1968 bis 1980 die Fraktion. Vom 1. Dezember 1970 bis zum 4. August 1983 war er Mitglied des Hessischen Landtags. Im Jahr 1974 war er Mitglied der 6. Bundesversammlung.
In seinem Heimatwahlkreis war er dafür bekannt, sich schon früh, lange vor der Gründung der Grünen, für den Umwelt- und Naturschutz einzusetzen. Dies machte ihn oft zu einem eher geduldeten Exot innerhalb seiner Partei, obwohl sich seine Thesen später durchsetzten.

## Ehrungen und Auszeichnungen
- 1978: Verdienstkreuz am Bande der Bundesrepublik Deutschland
- 1983: Verdienstkreuz 1. Klasse der Bundesrepublik Deutschland